# Waldorf Astor
Pour les autres membres de la famille, voir Famille Astor.
Waldorf Astor (19 mai 1879, New York  - 30 septembre 1952, Cliveden), 2e vicomte Astor (en), est un homme politique et patron de presse britannique d'origine américaine.

## Biographie
Fils de William Waldorf Astor, il suit ses études à Eton et à New College (Oxford).
Il est membre de la Chambre des communes de 1910 à 1919.
Lorsque son ami David Lloyd George devient premier ministre, Astor est désigné comme secrétaire privé parlementaire.
En 1919, il succède à son père dans le titre de vicomte Astor (en) et à la Chambre des lords.
Marié à Nancy Witcher Langhorne, il est le père de William, de David Astor (en), de Phyllis, de Michael et de Jakie.

## Sources
- (en) Cet article est partiellement ou en totalité issu de l’article de Wikipédia en anglais intitulé « Waldorf Astor, 2nd Viscount Astor » (voir la liste des auteurs).